# Hélé Béji
Hele Beji (tiếng Ả Rập: هالة الباجي; sinh năm 1948) là một nhà văn người Tunisia.
Con gái của chính trị gia Tunisia Mondher Ben Ammar, cô sinh ra ở Tunis, đã qua Agrégation de lettres Modernes và tiếp tục dạy văn học tại Đại học Tunis. Sau đó, cô gia nhập UNESCO tại Paris. Năm 1998, cô thành lập Collège International de Tunis. Cô đã bày tỏ sự ngưỡng mộ lớn đối với tác giả Marcel Proust và ảnh hưởng của anh có thể được nhìn thấy trong tiểu thuyết của cô. Năm 1983, cô nhận được giải thưởng Prix de l'Afrique méditerranéenne do Hiệp hội des écrivains de langue française trao tặng. Cô đã đóng góp cho các tạp chí Le Débat và Esprit.
Cô là em gái của nhà sản xuất phim Tarak Ben Ammar. Cháu gái của bà Yasmine Torjeman-Besson kết hôn với chính trị gia người Pháp Éric Besson.

## Tác phẩm được chọn[1][2]
- Le Désenchantement quốc gia, essai sur la décolonisation, tiểu luận chính trị (1982)
- L'oil du jour, tiểu thuyết (1985)
- Itinéraire de Paris à Tunis, châm biếm (1992)
- L'Art contre la culture, văn học (1992)
- L'Imposture Culturelle, tiểu luận (1997)
- Islam Pride, tiểu luận (2011)